# Zelmira Antonia de Luca de Soto
Zelmira Antonia de Luca de Soto fue una maestra y política argentina, miembro del Partido Peronista Femenino, que se desempeñó como senadora nacional por la provincia de Corrientes entre abril y septiembre de 1955.

## Carrera
Maestra de profesión, en 1954 junto con un grupo de docentes abrió un instituto de nivel medio en La Cruz (Corrientes), que luego se transformó en escuela normal.
Adhirió al peronismo, integrando el Partido Peronista Femenino. En las elecciones de 1955 fue elegida senadora nacional por la provincia de Corrientes, iniciando su mandato en abril de 1955 y sucediendo a Elena Di Girolamo. Asumió junto con la misionera Ramona Idasa Pereira de Keiler, integrándose al primer grupo de senadoras que se incorporaron a la cámara alta en 1952 y 1953 por aplicación de la Ley 13.010 de sufragio femenino. Integró como vocal la Comisión de Agricultura y Ganadería.
No pudo terminar su mandato en el Senado, que se extendía hasta 1961, por el golpe de Estado de septiembre de 1955.
Una calle en La Cruz lleva su nombre.